# Charles Nesbitt Wilson
Charles Nesbitt "Charlie" Wilson, född 1 juni 1933 i Trinity i Texas, död 10 februari 2010 i Lufkin i Texas, var en amerikansk demokratisk politiker. Han representerade delstaten Texas andra distrikt i USA:s representanthus 1973-1996. Filmen Charlie Wilson's War handlar om hans arbete bakom kulisserna för att finansiera och beväpna mujaheddingerillan i Afghansk-sovjetiska kriget.
Wilson gick i skola i Trinity High School i Trinity. Han studerade först vid Sam Houston State University och sedan vid United States Naval Academy. Han tjänstgjorde i USA:s flotta 1956-1960 och befordrades till löjtnant. Han var sedan verksam inom timmerbranschen.
Kongressledamot John Dowdy anklagades för mutbrott och bestämde sig för att inte kandidera till omval i kongressvalet 1972. Wilson vann valet och efterträdde Dowdy i representanthuset i januari 1973.
Wilson var känd för sina kvinnoaffärer och bruket av rusmedel. Han fick smeknamnet "Good Time Charlie". Han förespråkade kvinnans rätt till abort och profilerade sig speciellt inom utrikespolitiken. Han stödde Anastasio Somoza Debayles regim i Nicaragua under 1970-talet. Wilsons stöd till mujaheddingerillan i Afghanistan resulterade i Operation Cyclone, en av de dyraste hemliga operationer CIA någonsin har åtagit sig.
Wilson gravsattes på Arlingtonkyrkogården i Virginia.